# Joseph Wulf

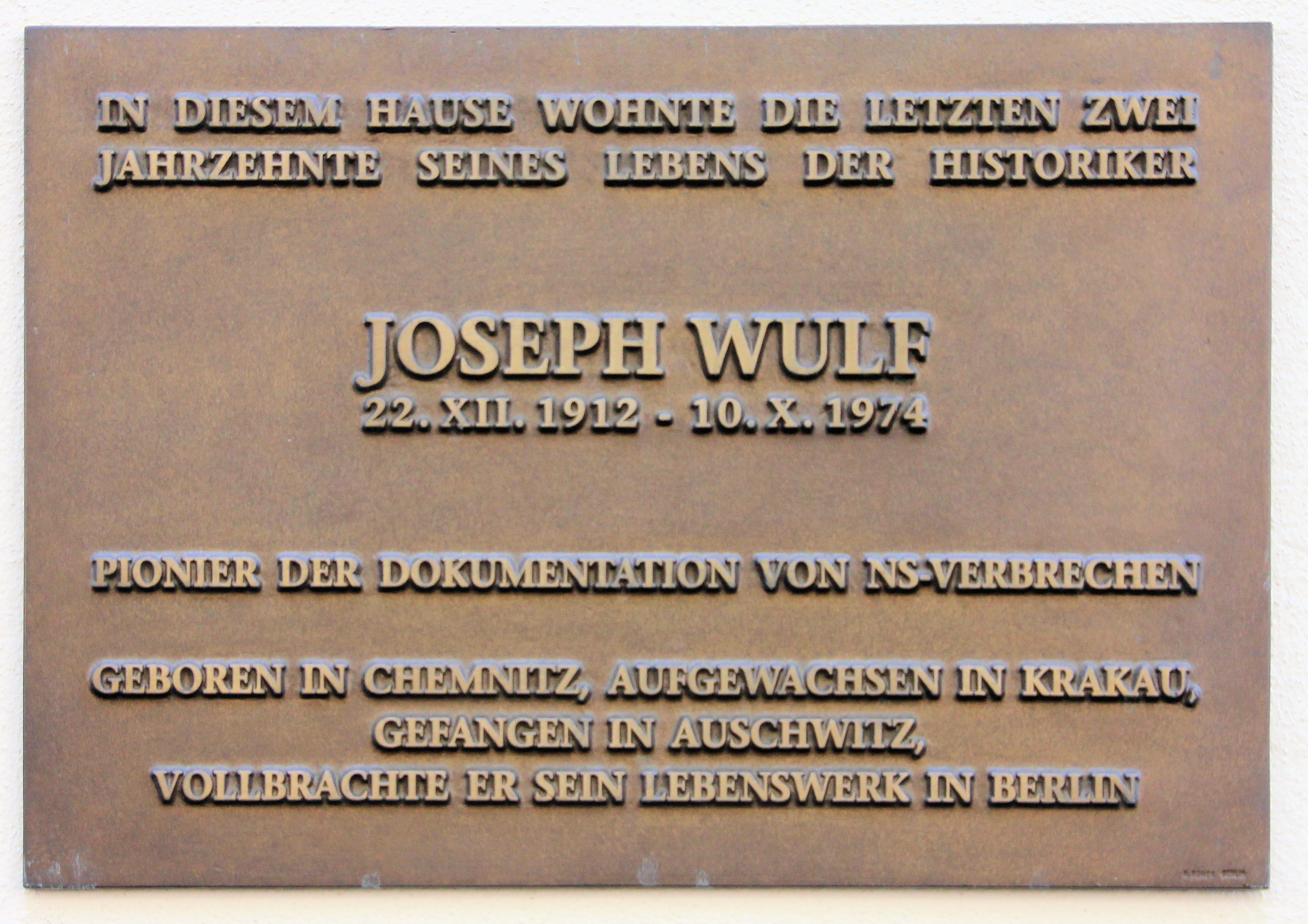
Gedenktafel am Haus Giesebrechtstraße 12 in Berlin-Charlottenburg

Joseph Wulf (geboren am 22. Dezember 1912 in Chemnitz; gestorben am 10. Oktober 1974 in Berlin-Charlottenburg) war ein deutsch-polnischer jüdischer Historiker und Holocaust-Überlebender.

## Leben und Werk
Joseph Wulf wurde in eine polnisch-jüdische Familie geboren und wuchs in Krakau auf. An der dortigen Jüdischen Hochschule machte er eine Ausbildung zum Rabbiner.
Nach dem deutschen Überfall auf Polen wurde Wulfs Familie 1940 im Zweiten Weltkrieg ins Ghetto Krakau deportiert. Dort schloss sich Joseph einer jüdischen Widerstandsgruppe an. 1943 wurde er ins KZ Auschwitz gebracht, das er überlebte, und konnte kurz vor Kriegsende bei einem der Todesmärsche fliehen.
Nach Kriegsende blieb Wulf zunächst in Polen, wo er von 1945 bis 1947 Exekutivmitglied der Zentralen Jüdischen Historischen Kommission war. Im Sommer 1947 emigrierte er zusammen mit Michał Borwicz – ebenfalls Exekutivmitglied der „Zentralen Jüdischen Historischen Kommission“ – nach Paris und gründete dort das Centre pour l’Histoire des Juifs Polonais („Zentrum für die Geschichte der polnischen Juden“).
Später versuchte er (ab 1952 in Berlin-Charlottenburg in der Giesebrechtstraße wohnend) als Mitarbeiter der Bundeszentrale für Heimatdienst in Bonn (der heutigen Bundeszentrale für politische Bildung) als einer der Ersten, die bundesdeutsche Gesellschaft über die Verbrechen des Nationalsozialismus und den Holocaust umfassend zu informieren. Er veröffentlichte zahlreiche Bücher. Vor allem seine Dokumentationen zu bestimmten Themenbereichen des „Dritten Reiches“ waren bahnbrechend und beeinflussten die Politik stark. Versuche, ehemalige Nationalsozialisten Anfang der 1950er Jahre im Auswärtigen Amt unterzubringen, wurden mit Hilfe seiner Veröffentlichungen empfindlich gestört. Diese sind auch heute noch genutzte Untersuchungen. So stützte sich auch die Unabhängige Historikerkommission – Auswärtiges Amt in ihrer 2010 erschienenen Studie Das Amt und die Vergangenheit auf seine Dokumentationen.
1965 startete Wulf Aktivitäten, in der Berliner Villa der Wannseekonferenz ein Dokumentationszentrum zu errichten. Zwar konnte er sowohl Geldgeber als auch prominente Unterstützung aus dem Ausland, etwa durch Nahum Goldmann, den damaligen Präsidenten der Zionistischen Weltorganisation (WZO), gewinnen. Nach dem Weggang Willy Brandts nach Bonn verlor er jedoch die Unterstützung des Berliner Senats. Selbst unter ehemaligen Gegnern des NS-Regimes war das Projekt umstritten. So sprach sich beispielsweise auch der prominente Berliner Propst Heinrich Grüber – ihm wurde ein Jahr nach Joseph Wulf (1964) die Carl-von-Ossietzky-Medaille verliehen – gegen die Nutzung der Villa als Dokumentationszentrum aus. 1967 äußerte der Regierende Bürgermeister Klaus Schütz (SPD) gar die Befürchtung, eine Gedenkstätte im Haus am Wannsee könne Neonazismus und Antisemitismus fördern. Generell fehlte der bundesdeutschen Gesellschaft in den 1960er Jahren ein Bewusstsein für die Schuld, die sie im Nationalsozialismus auf sich geladen hatte. Entsprechend wurde Wulfs Vorstoß vor allem als innerjüdisches Projekt rezipiert. Indem die Gedenkstätte verhindert wurde, blieb eine Verdrängung der eigenen Schuld möglich.
In der Gesellschaft der „Wirtschaftswunderzeit“ stieß Wulf – trotz einiger Auszeichnungen wie dem Leo-Baeck-Preis (1961), dem Heinrich-Stahl-Preis (1967) und der Verleihung der Ehrendoktorwürde der FU Berlin – auf wenig Resonanz; von keinem akademischen Institut wurde er zur ständigen Mitarbeit auf seinem Gebiet berufen. Im Kreis der Forscher über das Dritte Reich blieb er ein Außenseiter. Man warf ihm vor, er sei befangen, weil er zu den Opfern des „Dritten Reiches“ gehöre. Besonders konfliktträchtig war sein Verhältnis zum Münchner Institut für Zeitgeschichte und dessen Direktor Martin Broszat, NSDAP-Mitglied ab 1944. Wulfs Arbeit fand erst nach seinem Tod 1974 Anerkennung bei NS-Forschern und beim Lesepublikum.
Von den Lagererfahrungen stark traumatisiert, nach dem Tode seiner Frau vereinsamt und enttäuscht vom fehlenden Interesse, starb Wulf am 10. Oktober 1974 durch Suizid; er sprang aus einem Fenster im vierten Stock.
In seinem letzten Brief an seinen Sohn David vom 2. August 1974 schrieb er eine Liste seiner Enttäuschungen nieder, zum Beispiel „9. Ich weiß, daß Ilja Ehrenburg nach 1945 ein ‚In memoriam‘ für die ermordeten Juden verfaßt hat und man erlaubte in der Sowjetunion nicht, daß das Buch erschien“ und „Ich habe hier 18 Bücher über das Dritte Reich veröffentlicht, und das alles hatte keine Wirkung. Du kannst dich bei den Deutschen totdokumentieren, es kann in Bonn die demokratischste Regierung sein – und die Massenmörder gehen frei herum, haben ihr Häuschen und züchten Blumen.“
Einige Jahre später fanden seine Bücher viel Zuspruch und wurden neu aufgelegt.

## Joseph Wulf Bibliothek
1965 hatte Wulf die Einrichtung eines „Internationalen Dokumentationszentrums zur Erforschung des Nationalsozialismus und seiner Folgeerscheinungen“ in der Villa gefordert, in der am 20. Januar 1942 die sogenannte Wannsee-Konferenz stattgefunden hatte. Für dieses Vorhaben gründete er im Jahr darauf einen Verein und fand weltweit prominente Unterstützer, der West-Berliner Senat war jedoch nicht bereit, das Gebäude freizugeben. Nach jahrelangen ergebnislosen Verhandlungen löste sich der Verein schließlich im März 1973 auf.
Die Wiederaufnahme der Ideen von Wulf in den 1980er Jahren und die Eröffnung des Hauses als Gedenk- und Bildungsstätte zum 50. Jahrestag der Wannsee-Konferenz im Januar 1992 hat Joseph Wulf, der sich 1974 das Leben nahm, nicht mehr erleben können.
Die Bibliothek des Hauses der Wannsee-Konferenz ist seit seinem 20. Todestag nach Joseph Wulf benannt.

## Film
Joseph Wulf. Ein Schriftsteller in Deutschland. TV-Erstsendung 27. August 1981, WDR 3; von Henryk M. Broder und Frans van der Meulen, Drehbuch und Konzept Henryk M. Broder. Mit zahlreichen Interviews. In den letzten Jahren im Kontext von Veranstaltungen als Dokumentarfilm gezeigt. Dazu Programmzettel: Wer war Joseph Wulf? (mit gleichem Titel: Joseph Wulf. In: Frankfurter Rundschau. 24. Oktober 1981).

## Würdigungen
Erst seit wenigen Jahren wird Wulfs Vorreiterrolle in der NS-Forschung gewürdigt; so trägt die Mediothek des 1992 eingerichteten Dokumentationszentrums und Museums Haus der Wannseekonferenz seit Wulfs 20. Todestag 1994 seinen Namen. Denn Joseph Wulf ist eigentlich der Initiator dieser 1988 schließlich eröffneten Einrichtung. 
Auch im Jüdischen Museum in Berlin wird seiner gedacht. Hier wird sein letzter Brief präsentiert.
In der Berliner Ausstellung Verbrechen und Aufklärung. Die erste Generation der Holocaustforschung, die vom Haus der Wannsee-Konferenz und vom Touro College Berlin erarbeitet wurde und im Januar / Februar 2019 im Haus am Werderschen Markt gezeigt wurde, wird Joseph Wulf als einer von 20 Pionieren der Holocaustforschung vorgestellt.
1996 wurde am Haus Giesebrechtstraße 12 eine Bronzetafel, die an Joseph Wulf erinnert, angebracht.
Das Zentrum für Holocaust-Studien am Institut für Zeitgeschichte München vergibt die Joseph-Wulf-Fellowships.

## Publikationen (Auswahl)
- Das Dritte Reich und die Juden. Dokumente und Aufsätze. Gemeinsam mit Léon Poliakov. Arani, Berlin 1955. Verschiedene Neuauflagen als Hardcover, zuletzt Fourier, Wiesbaden 1987. Als Taschenbuch u. a. bei Ullstein, Berlin 1983, ISBN 3-548-33036-3.
- Das Dritte Reich und seine Diener (= Teil von: Anne-Frank-Shoah-Bibliothek). Mit Léon Poliakov. Arani, Berlin 1956, DNB 453814603. Auch bei Volk und Welt, Berlin-Ost 1975, DNB 760077312. Als Taschenbuch u. a. (= Ullstein-Buch. Nr. 33037). Ullstein, Frankfurt/M. / Berlin / Wien 1983, ISBN 3-548-33037-1.
- Vom Leben, Kampf und Tod im Ghetto Warschau. Bundeszentrale für den Heimatdienst, Bonn 1958.
- Das Dritte Reich und seine Denker. Dokumente. Mit Leon Poliakov. Arani, Berlin 1959. Taschenbuchausgabe u. a. bei Ullstein, 1983.
- Die Nürnberger Gesetze. Arani Verlag, Berlin 1960.
- Heinrich Himmler – Eine biographische Studie. Arani, Berlin 1960.
- Das Dritte Reich und seine Vollstrecker – Die Liquidation von 500.000 Juden im Ghetto Warschau. Arani, Berlin 1961.
- Martin Bormann – Hitlers Schatten. Sigbert Mohn, Gütersloh 1962.
- Lodz, das letzte Ghetto auf polnischem Boden. Bundeszentrale für den Heimatdienst, Bonn 1962.
- Aus dem Lexikon der Mörder. Sigbert Mohn, Gütersloh 1963, urn:nbn:de:bsz:mh39-51008.
- Musik im Dritten Reich. Sigbert Mohn, Gütersloh 1963. Als Taschenbuch: Ullstein, Frankfurt am Main 1989, ISBN 3-550-07059-4.
- Die bildenden Künste im Dritten Reich (= Kultur im Dritten Reich. DNB 551499583). Sigbert Mohn, Gütersloh 1963. Verschiedene Taschenbuchausgaben, u. a. bei Ullstein, Frankfurt am Main/Berlin 1989, ISBN 3-550-07057-8.
- Literatur und Dichtung im Dritten Reich. Sigbert Mohn, Gütersloh 1963; diverse Neuauflagen als Taschenbuch u. a.: Literatur und Dichtung im Dritten Reich. Eine Dokumentation. Ullstein, Frankfurt am Main/Berlin/Wien 1983, ISBN 3-550-07056-X.
- Theater und Film im Dritten Reich. Mohn, Gütersloh 1963. Verschiedene Taschenbuchausgaben.
- Presse und Funk im Dritten Reich. Sigbert Mohn, Gütersloh 1964. Auch spätere Taschenbuchausgaben.
- Raoul Wallenberg: Il fut leur espérance. Casterman, Paris/Tournai 1968, DNB 578442264 (zuerst deutsch, Colloquium, Berlin 1958, DNB 455769060, in: Köpfe des XX. Jahrhunderts. Band 9, ISSN 0454-1383).
- Ernst Jünger – Joseph Wulf: Der Briefwechsel. 1962–1974. Hrsg. Anja Keith, Detlev Schöttker, Vittorio Klostermann, Frankfurt am Main 2019, ISBN 978-3-465-04380-5.

## Nachlass
- Zentralarchiv zur Erforschung der Geschichte der Juden in Deutschland: Bestände: Personen: Bestand B. 2/1. Nachlaß Joseph Wulf (1912–1974)[13]